# Jess Stearn
Pour les articles homonymes, voir Jess et Stearn.
Jess Stearn, né en 1914 dans l'État de New York et décédé en 2002 en Californie, est un journaliste et auteur américain.

## Œuvres
- 1954 : Sisters of the Night: The Startling Story of Prostitution in New York Today
- 1959 : The Wasted Years: Drug & Delinquent Stories
- 1962 : The Sixth Man: A Startling Investigation of the Spread of Homosexuality in America
- 1963 : The Door to the Future: Can the Future be Foreseen?
- 1964 : The Grapevine: A Report on the Secret World of the Lesbian[1]
- 1965 : Yoga, Youth and Reincarnation
- 1967 : Edgar Cayce: The Sleeping Prophet
- 1968 : The Search for the Girl with the Blue Eyes: A Venture Into Reincarnation
- 1969 : Adventures into the Psychic
- 1969 : The Second Life of Susan Ganther: Startling Story of Reincarnation
- 1972 : The Seekers: Drugs and the New Generation
- 1972 : A Time for Astrology
- 1972 : The Miracle Workers; America's Psychic Consultants
- 1973 : Dr Thompson's New Way for You to Cure Your Aching Back
- 1973 : The Search for a Soul: Taylor Caldwell's Psychic Lives
- 1975 : A Prophet in his Own Country: The Story of the Young Edgar Cayce
- 1975 : Romance of Atlantis (avec Taylor Caldwell)
- 1976 : A Matter of Immortality: Dramatic Evidence of Survival
- 1976 : The Power of Alpha-Thinking: Miracle of the Mind
- 1977 : I, Judas (avec Taylor Caldwell)
- 1979 : The Reporter
- 1980 : The Truth About Elvis (avec Larry Geller)
- 1984 : Soulmates: Perfect Partners Past, Present, and Beyond
- 1989 : Intimates Through Time: Edgar Cayce's Mysteries Of Reincarnation
- 1997 : Meetings: A Reporter's Notebook: Provocative Interviews that Capture the Spirit of Our Times
- 1998 : The Physician Within You: Discovering the Power of Inner Healing (avec Gladys McGarey)
- 1998 : Edgar Cayce on the Millennium